# 岩瀬英一郎
岩瀬 英一郎（いわせ えいいちろう、1894年9月13日 - 1963年3月22日）は、日本の経営者。三越社長を務めた。

## 経歴
神奈川県出身。1918年に慶應義塾理財科を卒業し、同年に三井銀行に入行。
1938年に東京電燈常務に就任し、1942年に関東配電理事を経て、1943年6月に三越社長に就任。
1963年3月22日、死去。68歳没。